# Adèle de Bellegarde
Adélaïde Victoire Noyel de Bellegarde, nota semplicemente come Adèle de Bellegarde (Chambéry, 24 maggio 1772 – Parigi, 7 gennaio 1830), è stata una nobildonna francese, in origine savoiarda.
Venne imprigionata durante la rivoluzione francese e in seguito fece anche da modella per il pittore David.

## Biografia
Adèle era la figlia primogenita di Robert-Eugène-François Noyel de Bellegarde, marchese di Les Marches la cui famiglia possedeva un castello dal 1530, ossia una fortezza costruita ai confini del Delfinato e del ducato di Savoia. Sua madre, che apparteneva a una famiglia della nobiltà piccarda, era Marie Charlotte Adélaïde Le Cat d'Hervilly (1750-1776), sorella del generale Louis Charles d'Hervilly (1755-1795). Adèle aveva due sorelle: Césarine Lucie (nata il 30 settembre 1774) e Françoise Eléonore Aurore (nata il 3 luglio 1776). La loro madre morì dopo la nascita di quest'ultima. Il padre si dedicò all'educazione delle sue tre figlie.
Quando Adèle aveva quindici anni, si sposò con un cugino che aveva vent'anni più di lei: Frédéric de Bellegarde. Il matrimonio venne celebrato nella chiesa di San Leodegario di Chambéry, il 5 novembre del 1787. Da questo matrimonio nacquero due bambini: una ragazza, nel 1789, e un ragazzo, nel 1791.

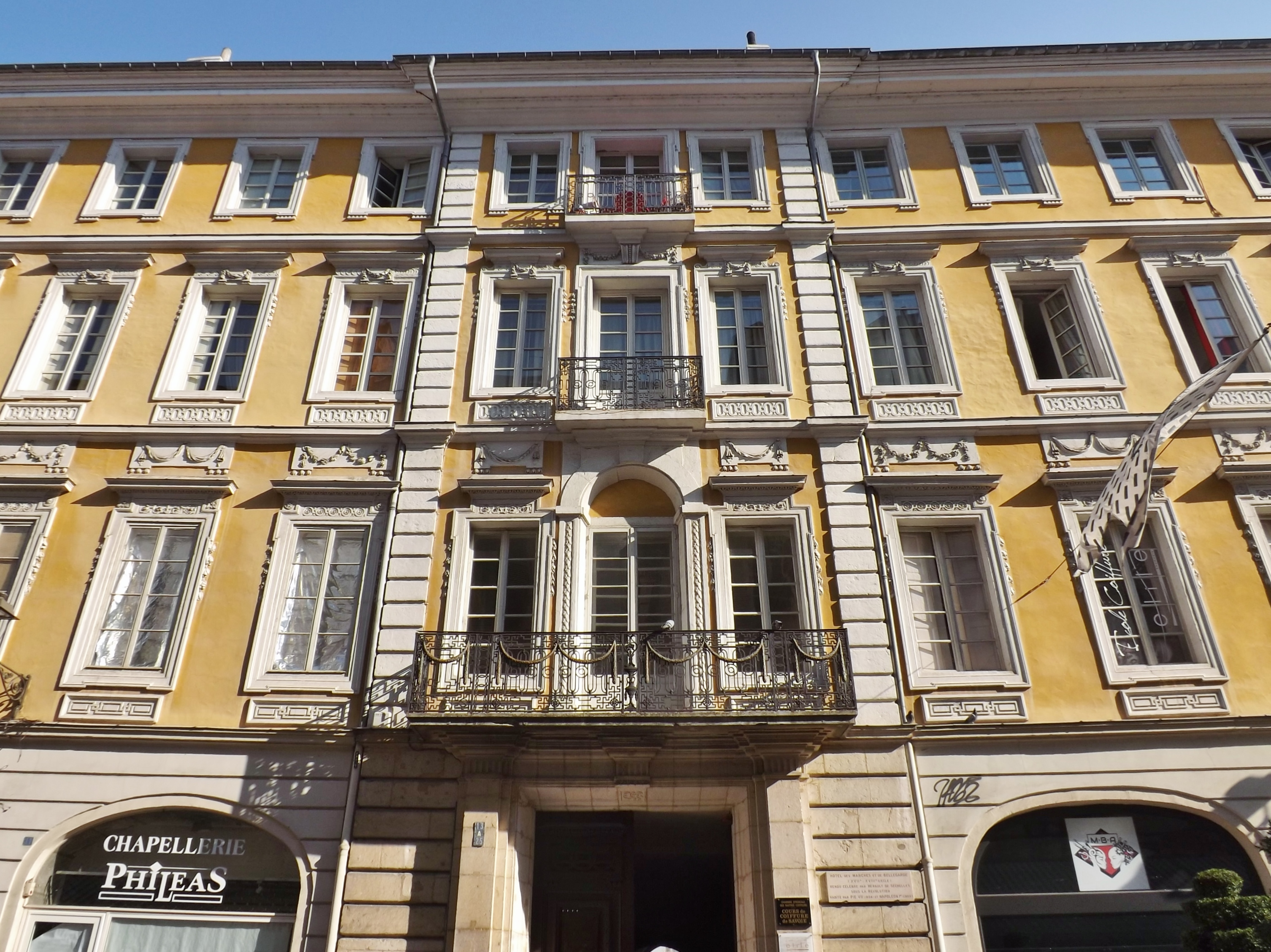
L'Hôtel des Marches a Chambéry, dove Adèle passava le sue estati.

Frédéric de Bellegarde era nato a Dresda (in Sassonia) ed era al servizio del re di Francia. Nel novembre del 1787, si recò in Savoia per sposare Adélaïde. Si stabilì a Chambéry e poi si mise al servizio del re di Sardegna. Dopo la fine del 1792, la Savoia venne ricongiunta alla Francia, ma Frédéric continuò il suo impegno presso il re di Sardegna, fino all'accordo di pace tra la Francia e la Sardegna (30 floreale dell'anno IV, ossia nel maggio del 1796). Allora Frédéric divenne un ciambellano della corte di Vienna e luogotenente generale delle armate dell'Austria. In questo periodo, Adèle visse a Chambéry con sua sorella Aurore.
Il 21 settembre 1792, i francesi fecero fuggire l'esercito piemontese. Il 14 dicembre 1792, dei commissari della Convenzione arrivarono nella Savoia, ed erano il vescovo costituzionale Grégoire Jagot, l'antico giudice costituzionale della pace, Philibert Simond, e Hérault de Séchelles, un nobile di toga impegnato nella rivoluzione.
Adèle e Aurore si rivelarono delle vere repubblicane. Adèle divenne l'amante di Hérault. Cinque mesi dopo, i delegati della Convenzione ripartirono per Parigi con le sorelle de Bellegarde. Allora Hérault era potente, era il presidente della Convenzione e un membro del comitato di salute pubblica. Tuttavia giunse il Terrore e il 2 aprile 1794, assieme a Danton, Desmoulins e molti altri, Hérault venne condannato a morte e ghigliottinato il 5 aprile 1794. Le due sorelle, a loro volta, vennero arrestate il 23 aprile, ma con la caduta di Robespierre il 9 termidoro, le porte della prigione si aprirono e furono liberate.
All'uscita di prigione, Adèle redasse un documento firmato da sei cittadini di Parigi che attestava che lei era separata di fatto da suo marito da più di due anni, dato che questo l'aveva abbandonata. Il divorzio venne pronunciato il 16 vendemmiaio dell'anno III. Frédéric presentò una domanda di annullamento del divorzio contro la moglie, che non ebbe successo.
Sostenute da Aimée de Coigny, che avevano conosciuto in prigione, le sorelle de Bellegarde ritrovarono una vita parigina colta e aperta alle arti. Elle frequentarono i salotti (di Madame Tallien, di Madame de Staël, eccetera) e divennero amiche di Rouget de Lisle. Madame de Noailles le presentò al pittore Jacques-Louis David, il quale le prese come modelle per il suo quadro Le Sabine, dipinto tra il 1796 e il 1799. Il volto di sua sorella, che rappresenta il personaggio di Ersilia in questo dipinto, sarà utilizzato per creare un francobollo della Poste per rappresentare la Marianne, emesso dal 1977 al 1982.
Adèle divenne l'amante del cantante Pierre-Jean Garat, con il quale ebbe due figli: un figlio, nel 1801, e una figlia nel 1802. Sotto l'Impero, le sorelle, protette da Talleyrand, passarono una vita discreta tra Parigi e Chenoise, dove avevano un castello, ereditato dalla loro madre.
Adèle morì il 7 gennaio 1830 a Parigi nella casa di suo figlio. Aurore morì il 14 marzo 1840.